# حماض كيتوني سكري
الحُماض الكيتوني السكري (بالإنجليزية: diabetic ketoacidosis)‏ هي مضاعفة قد تهدد الحياة في المرضى الذين يعانون من داء السكري. تحدث غالبًا في مرضى سكري النمط الأول، ولكن قد تحدث في مرضى سكري النمط الثاني في ظل ظروف معينة. ينتج الحماض الكيتوني السكري من نقص في الإنسولين؛ استجابة لانتقال الجسم لحرق الأحماض الدهنية وإنتاج أجسام كيتونية حامضية والتي تسبب معظم الأعراض والمضاعفات.
قد يكون الحماض الكيتوني السكري هو أول الأعراض لمرض السكري غير المشخّص قبل ذلك، ولكنه قد يحدث أيضًا عند الأشخاص المشخّصون بمرض السكري نتيجة لمجموعة متنوعة من الأسباب، مثل مرض واغل أو قلة الامتثال للعلاج بالإنسولين. تشمل الأعراض النموذجية التقيؤ، والتجفاف، والتنفس الجهدي العميق، والارتباك، وأحيانًا الغيبوبة. يُشخّص الحماض الكيتوني السكؤي بواسطة اختبارات الدم والبول؛ ويتم تمييزها عن غيرها (الأشكال النادرة من الحماض الكيتوني) عن طريق وجود مستويات عالية من سكر الدم. يشمل العلاج السوائل الوريدية لتصحيح الجفاف، والإنسولين لكبح إنتاج الأجسام الكيتونية، وعلاج الأسباب الكامنة مثل العدوى، والمراقبة المكثفة لمنع وتحديد المضاعفات.
الحماض الكيتوني السكري هو حالة طبية طارئة، وبدون علاجه قد يؤدي إلى الموت. وُصف الحماض الكيتوني السكري لأول مرة عام 1886؛ وحتى بداية استعمال الإنسولين في العشرينات من القرن الماضي كان شبه قاتل عالميًا. أما اليوم فنسبة الوفيات من هذه الحالة هي أقل من %1 عند العلاج المناسب وفي الوقت المناسب.

## علامات وأعراض
عادة ما تتطور أعراض الحماض الكيتوني السكري خلال مدة 24 ساعة. تشمل الأعراض السائدة الغثيان والقيء، العطش المفرط، البوال (التبويل الزائد) وألم بطني قد يكون شديدًا. قد يلاحظ أولئك الذين يقيسون سكر الدم لأنفسهم مستويات سكر الدم عالية. في الحماض الكيتوني السكري الشديد، يصبح التنفس جاهد وطابعه عميق ولاهث (يشار إليه باسم «تنفس كوسمأول»). قد يكون البطن مؤلماً لدرجة الاشتباه بالبطن الحاد، مثل التهاب البنكرياس الحاد، التهاب الزائدة الدودية أو انثقاب معدي معوي. يحدث القيء الشبيه بثفل القهوة (قيء الدم المتغيّر) في أقلية من المرضى؛ عادة ما ينتج من تآكل المريء. في الحماض الكيتوني السكري الشديد، قد يظهر الارتباك، النوام، الذهول أو حتى الغيبوية (انخفاض ملحوظ في مستوى الوعي).
في الفحص الطبي السريري هنالك بعض الأدلة على الإصابة بالجفاف، مثل الفم الجاف وانخفاض تورم الجلد. إذا كان الجفاف عميق لدرجة التسبب بانخفاض حجم الدم في الجسم، قد يلاحظ تسرع القلب وانخفاض ضغط الدم. غالبا، تتواجد «رائحة كيتونية»، توصف ك «رائحة الفاكهة»، وتقارن عادة برائحة قطرات من الإجاص التي تملك رائحة الكيتون. وإذا كان التنفس من نوع تنفس «كاسمأول»، فانه ينعكس على زيادة معدل التنفس.
الأطفال المصابين بالحماض الكيتوني السكري عرضة للوذمة الدماغية (تورم انسجة الدماغ) التي تسبب الصداع، الغيبوبة، الضعف في المنعكَس الحدقي الضوئي (استجابة الحدقة للضوء)، والموت. تحدث بنسبة 0.3-1.0 % عند الأطفال المصابين بمرض الحماض الكيتوني السكري، تم وصف الحالة في الشباب، لكنها نادرة الحدوث عند البالغين بشكل عام. تتسبب في نسبة 20-50% من معدل الوفيات.

## سبب
يحدث الحماض الكيتوني السكري في غالب الأحيان في المصابين بمرض السكري، ولكن قد يكون أيضًا أول عرض عند شخص لم يسبق أن تم تشخيصه بمرض السكري. عادة ما يكون سبب كامن معيّن لحدوث حالة الحماض الكيتوني السكري؛ قد يكون مرض واغل (ذات الرئة، انفلونزا، التهاب معدي معوي، عدوى الجهاز البولي)، الحمل، عدم كفاية الإنسولين المتنأول (مثل خلل في جهاز قلم الإنسولين)، احتشاء عضل القلب (نوبة قلبية)، سكتة دماغية أو استخدام الكوكايين. المصابين الصغار عمرا الذين يحدث لديهم نوبات متكررة من الحماض الكيتوني السكري قد يكونون مصابين باضطراب الأكل، أو يستخدمون انسولين غير كاف لخوفهم من زيادة وزنهم.
الحماض الكيتوني السكري قد يحدث مع الأشخاص الذين على علم باصابتهم بمرض السكري النوع 2 أو مع الأشخاص الذين تبين بعد إجراء الفحوصات ان لديهم مواصفات النوع 2 من السكري (مثل: السمنة، تواجد المرض بكثرة في تاريخ أفراد العائلة)؛ هذا شائع أكثر في الأفريقيين، الأفريقيين-الأمريكيين والأسبان. ويطلق على حالتهم «السكري نوع 2 الميال لتراكم الكيتون».
الادوية في فئة gliflozin (مثبطات SGLT2)، والتي تستخدم عادة لمرض السكري من النوع الثاني، وقد ارتبطت مع الحماض الكيتوني السكري مع نسبة السكر في الدم منخفضة بشكل ملحوظ («سوي سكر الدم DKA»). قد يكون هذا لأنها كانت تستخدم في الأشخاص الذين يعانون من مرض السكري من النوع الأول، لكن في مرضى السكري من النوع الثاني قد يكون نتيجة للزيادة في مستويات الجلوكاجون.

## آلية
ينشأ الحماض الكيتوني السكري بسبب نقص الإنسولين في الجسم. يؤدي نقص الإنسولين والارتفاع الموازي للغلوكاغون إلى زيادة إفراز الجلوكوز من الكبد (في الحالة الطبيعية، يثبط الإنسولين هذه العملية) عن طريق تحلل الغلايكوجين وأيضًا عن طريق دورة تخليق الجلوكوز. تمتد مستويات السكر العالية إلى البول، آخذة معها الماء والمواد المذابة (مثل الصوديوم والبوتاسيوم) في عملية تعرف باسم إدرار البول التناضحي. هذا يؤدي إلى البوال، التجفاف، العطش المعأوض والعطاش. غياب الإنسولين يؤدي إلى تحرر الاحماض الدهنية من النسيج الدهني (التحلل الدهني)، التي تتحول، مجددا في الكبد، إلى أجسام كيتونية (acetoacetate and β-hydroxybutyrate .hydroxybutyrate) β- يستطيع ان يوفر مصدر للطاقة في غياب توصيل الغلوكوز المتواسَط بالإنسولين، وهي آلية للحماية في حالة الجوع الشديد. قيمة PKa للاجسام الكيتونية منخفضة لذلك هي تجعل الدم يمتلك خاصية الحامضية (الحماض الأيضي). الجسم بداية يقاوم التغير من خلال bicarbonate buffering system، لكن هذا النظام سرعان ما يتوقف عن التحمل لذلك يجب على آليات أخرى العمل لتعويض هذا الحُماض. من هذه الاليات هي فرط التنفس من أجل تخفيض مستوى ثاني أكسيد الكربون في الدم (نوع من التنفس القلوي التعويضي). الحالات القصوى لفرط التنفس يمكن ان تظهر ك «تنفس كاسمأول».
في حالات مختلفة مثل العدوى، الجسم يحتاج كميات أكبر من الإنسولين لكن لا يمكن حصول ذلك بوجود بنكرياس مصاب. مستوى السكر في الدم يرتفع، يتبعه الإصابة بالجفاف، والمقاومة للتأثير الطبيعي للانسولين في الجسم تزداد أكثر عن طريق حلقة مفرغة.
نتيجة لهذه الآليات، المصابون بمرض الحماض السكري البالغ لديهم متوسط نقص الماء الكلي تقريبا 6 لتر (100 مل لتر/كغ)، بالإضافة إلى نقص أساسي في الصوديوم، البوتاسيوم، الكلور، الفسفات، المغنيسيوم والكالسيوم. مستوى الغلوكوز يتعدى عادة 13.8 مل مول/لتر أو 250 ملغ/دلتر.
الحماض الكيتوني السكري شائع في السكري نوع 1 لأن هذا النوع من السكري مقترن مع النقص الكلي في إنتاج الإنسولين من قبل جزر لانغرهانس. في السكري نوع 2، هنالك إنتاج للأنسولين ولكن هذه الكميات من الإنسولين غير كافية لتلبية متطلبات الجسم بسبب مقأومة الإنسولين الناتجة عن تضرر العضو. عادة، هذه الكميات من الإنسولين كافية لمنع تكوين الكيتون. إذا حدث الحماض الكيتوني السكري مع أحد الاشخاص المصابين بمرض السكري نوع 2 يطلق عليهم حينها السكري نوع 2 الميال لتكوين الكيتون " ketosis-prone type 2 diabetes". الآلية المحددة لهذة الظاهرة غير واضحة، لكن هنالك دليل لكل من ضعف إفراز الإنسولين وعمل الإنسولين. مجرد ما تم علاج هذه الحالة، سوف يستمر إنتاج الإنسولين ويكون المريض على الاغلب قادر على متابعة حمية غذائية أو تنأول اقراص كما هو موصى به من أجل العلاج لمرضى السكري نوع 2 .
الحالة الطبية للحماض الكيتوني السكري مرافقة، بالإضافة إلى ما ذكر سابقا، لإفراز مختلف الهرمونات التي تعمل عكس تنظيم الهرمون الأصل مثل غلوكاجون والأدرينالين والسيتوكاينات، والأخير يؤدي إلى زيادة علامات الالتهاب، حتى في حالة غياب العدوى.
من أخطر مضاعفات الحماض الكيتوني السكري هو الوذمة الدماغية الناتجة عن عدة عوامل. البعض يقترح أنها نتيجة استبدال السوائل النشط أكثر من اللازم، لكن التعقيد قد ينشأ قبل البدء في المعالجة. هذه الاحتمالية تحصل على الأرجح مع الأشخاص المصابين بحماض الكيتوني السكري الشديد،  والأشخاص المصابين حديثا بهذا المرض. العوامل الأكثر تأثيرا في تطور الوذمة الدماغة هي الجفاف، الحُماض، والمستوى المنخفض لثاني اكسيد الكربون؛ قد يؤدي زيادة مستوى الالتهابات والتخثر بالإضافة إلى العوامل السابقة إلى تقليل مستوى تدفق الدم إلى اجزاء من الدماغ، التي ستنتفخ بمجرد أن تبدأ عملية استبدال السوائل. انتفاخ أنسجة الدماغ يؤدي إلى رفع ضغط الدماغ الداخلي وبالتالي يؤدي إلى الوفاة.

## التشخيص

### التحقيقات
الحماض الكيتني السكري يمكن تشخيصه عندما يجتمع كل من ارتفاع سكر الدم، وجود الكيتونات في الدم أو عند تحليل البول والحُماض. تؤخذ قياسات غاز الدم الشرياني عادة لتدل على وجود الحُماض أو لا؛ هذا يتطلب أخذ عينة من شريان. قد تؤخذ قياسات لاحقة (للتأكد من فاعلية العلاج) من فحص دم عادي أخذ من وريد، إذ أن هناك فرق بسيط في قيمة PH بين الشريان والوريد. يمكن قياس الكيتونات في البول (acetoacetate) والدم (β-hydroxybutyrate). عندما نقارن فحص البول للاسيتواسيتيت والدم لبيتا هيدروكسبيوتيريت، فإن الثاني يساعدنا على تقليل الحاجة لدخول المستشفى، تقليل المدة في المشفى وتقليل كلفة رعاية المشفى. عند مستويات مرتفعة للغاية، قياس كيتون الدم الشعري يصبح غير دقيق.
بالإضافة إلى ما ذكر أعلاه، عينات الدم تؤخد عادة لقياس اليوريا والكيراتينين (قياسات فعالية وظيفة الكلية، التي يمكن أن تضعف في مرض الحماض الكيتوني السكري بسبب الجفاف) والكهارل (الشوارد الكهربائية). يمكن قياس أيضا علامات الالتهاب (عد الدم الشامل، بروتين C النشيط) والتهاب البنكرياس الحاد (الاميليز والليبيز). يتم أخد صورة أشعة سينية للصدر وتحليل البول،  من أجل استبعاد وجود عدوى.
إذا اشتبه الإصابة بالوذمة الدماغية بسبب الارتباك، التقيؤ المتكرر أو أية أعراض أخرى، يتم عمل تصوير مقطعي لمعرفة مدى خطورته واستبعاد المسببات الأخرى مثل السكتة الدماغية.

### المعايير
يتم تمييز مرض الحماض الكيتوني من الحالات الطارئة الأخرى التي تحدث بسبب مرض السكري من خلال وجود كميات كبيرة من الكيتونات في الدم والبول، وكذلك ملاحظة وجود الحماض الأيضي. حالة ارتفاع سكر الدم المفرطة الأسمولية (معروفة أيضا بحالة فرط الأسمولية اللاكيتوني، (HONK متعارف عليها أكثر لدى مصابين السكري من النوع 2 وتتميز بارتفاع أسمولية بلازما الدم (فوق 320 ميل اسمول/كغ) بسبب الجفاف الحاد وتركيز الدم، قد يحدث في هذه الحالة الحماض المعتدل ووجود كيتونات في الدم ولكن ليس بنفس الكمية الملحوظة في مرض الحماض الكيتوني السكري. قد يكون هنالك درجة من الخلط بين مرض الحماض الكيتوني السكري وفرط الأسمولية اللاكيتوني بسبب ارتفاع الأسمولية في الحماض الكيتوني أيضا.
الحماض الكيتوني لا ينتج دائما عن مرض السكري، قد يكون نتيجة الافراط في تنأول الكحول أو حدوث الجوع الشديد جدا، فففي كلتا الحالتين السابقتين مستوى الغلوكوز في الدم قد يكون منخفضاً أو طبيعيّاً. يحدث الحماض الأيضي في الأشخاص المصابين بمرض السكري لأسباب أخرى مثل التسمم بغلايكول إثيلين أو بارالدهايد.
صنفت الجمعية الأمريكية للسكري مرض الحماض الكيتوني السكري لدى البالغين إلى ثلاثة مراحل حسب شدته:
- خفيف: تنخفض درجة حموضة الدم pHبين 7.25-7.30 (الدرجة الطبيعية تكون بين 7.35-7.45) وتنخفض أيضا عصارة ثنائي الكربونات إلى 15-18 ممول/لتر (الطبيعي يكون فوق 20)، يكون المريض في هذه المرحلة متنبه لمرضه
- متوسط: درجة الحموضة تكون بين 7.00-7.25، ثنائي الكربونات بين 10-15، وقد يصاحبة نعاس خفيف
- شديد: درجة الحموضة أقل من 7.00، ثنائي الكربونات أقل من 10، وقد يصاحبه حالة إغماء أو ذهول

و في بيان أصدر عام 2004 من قبل الجمعية الأوروبية لعلم الغدد الصم للأطفال وجمعية لوسون ويلكنز للغدد الصم للأطفال قد استخدموا تصنيفاً يختلف قليلاً؛ حيث صنف درجة حموضة مرض الحماض الكيتوني الخفيف ما بين 7.20 – 7.30 وثنائي الكربونات بين 10-15 ممول/لتر، صنف درجة حموضة المعتدل من هذا المرض ما بين 7.10-7.20 وثنائي الكربونات بين 5-10. أما بالنسبة لمرحلة مرض الحماض الكيتوني الشديد فدرجة حموضتها تكون أقل من 7.10 وثنائي الكربونات أقل من 5.

## الوقاية
يتم الوقاية من مرض الحماض الكيتوني من خلال التزام الأشخاص المصابين بالسكري بالقواعد اليومية، وهذه القواعد عبارة عن تعليمات يجب الالتزام والتقيد بها من قبل المرضى لمعرفة كيفية التعامل ومعالجة أنفسهم في حال الشعور بالألم أو عدم الراحة بسبب المرض. تتضمن هذه التعليمات نصيحة حول الكمية الزائدة المناسبة من الإنسولين التي يجب أخذها عندما يتبين لدى المريض أن مستوى السكر في الدم غير منتظم، نظام غذائي سهل الهضم غني يالكربوهيدرات والاملاح، وسائل للقضاء على الحمى وعلاج العدوى، وتوصيات خاصة حول الوقت المناسب للاتصال وطلب المساعدة الطبية. الأشخاص الذين يعانون من مرض السكري يمكن رصد مستويات الكيتون الخاصة بهم عند ما يصبحو غير جيدين وطلب المساعدة إذا ارتقى لها .

## إدارة المرض
الهدف الرئيسي عند علاج مرض الحماض الكيتوني السكري هو استبدال السوائل المفقودة والشوارد الكهربائية أثناء وضع حد لمستويات السكر المرتفعة في الدم وإنتاج الكيتونات مع الإنسولين. قد يكون أحيانا الإدخال إلى وحدة العناية المركزة أو منطقة للعناية المستقلة الفائقة ضروريا.

### استبدال السوائل
كمية السائل المستبدل تعتمد على درجة الجفاف المقاسة. إذا كان الجفاف شديداً جداً لدرجة التسبب بصدمة (انخفاض ضغط الدم بدرجة كبيرة جداً يصاحبه تغذية غير كافية من الدم لأعضاء الجسم المختلفة)، أو مستوى منخفض من الوعي، ينصح بتسريب سريع للمحلول الملحي (لتر واحد للبالغين، 10 مليلتر / كغ في جرعات متكررة للأطفال) من أجل استعادة حجم الدم الدائر في الجسم. تعويض السوائل (الإمهاء) بشكل أبطأ، الذي اعتماداً على كمية الماء والصوديوم الناقصة قد يكون ممكناً في حال كان الجفاف متوسط الحالة، والمحلول الملحي هو السائل الذي ينصح به. حالات الحماض الكيتوني الخفيفة جداً غير المصحوبة بالقيء وفيها جفاف خفيف قد تعالج من خلال الإمهاء الفموي والجلدي بدلا من حقن الإنسولين بالوريد تحت الملاحظة للعلامات التي تدل على سوء الحالة.
أما صدمة القلب هي حالة خاصة لكن غير معتاد عليها، في هذه الحالة ينخفض ضغط الدم ولكن ليس بسبب الجفاف بل بسبب عجز في قدرة القلب على ضخ الدم خلال الأوعية الدموية. هذه الحالة تتطلب العناية بالمريض في وحدة العناية المركزة، التحكم في الضغط الوريدي المركزي (الذي يتطلب قثطار وريدي مركزي في الوريد الكبير في القسم العلوي من الجسم)، وإعطاء الأدوية التي تعمل على زيادة نبض القلب وضغط الدم.

### الإنسولين
بعض الإرشادات تقترح أخذ جرعة ابتدائية عالية من الإنسولين (0.1 وحدة من الإنسولين/ كغ من وزن الجسم). يمكن إعطاءها فوراً بعد معرفة إذا ما كان مستوى البوتاسيوم في الجسم أعلى من 3.3 ميليمول/لتر؛ حيث إذا كان مستوى البوتاسيوم أقل من ذلك فإن الإنسولين قد يؤدي إلى خفض مستوى البوتاسيوم بشكل خطير جدا. من الإرشادات المقترحة أيضا تأخير بدء إعطاء الإنسولين حتى يتم إعطاء السوائل.
بشكل عام، الإنسولين المعطى (0.1 وحدة / كغ / ساعة) يقوم بتقليل السكريات الموجودة في الدم وتوقيف إنتاج الكيتون. الإرشادات تختلف في تحديد الجرعة المستخدمة عندما يبدأ مستوى السكر في الدم بالانخفاض، البعض يقترح تقليل جرعة الإنسولين عندما ينخفض مستوى الغلوكوز إلى أقل من 16.6 ممول / لتر (330 مغ / دلتر)، لكن آخرون يقترحون تسريب الغلوكوز بالإضافة للسائل الملحي السالين للسماح بتسريب جرعات أكبر من الإنسولين المعطى.

### البوتاسيوم
مستوى البوتاسيوم في الجسم يتذبذب بشكل كبير أثناء علاج مرض الحماض الكيتوني؛ لأن الإنسولين يقوم بتخفيض مستوى البوتاسيوم في الدم من خلال إعادة توزيعه لداخل الخلايا. أما البوتاسيوم المتواجد خارج الخلايا فإن جزء كبير منه قد يتم خسارته في البول بسبب ادرار البول التناضحي. نقص البوتاسيوم في الدم عادة يتبع العلاج. هذا يزيد من خطر عدم الانتظام في معدل نبض القلب الخطير. لذلك، يجب متابعة معدل نبض القلب بشكل مستمر، وكذلك تكرار قياس مستوى البوتاسيوم وإضافة البوتاسيوم إلى سوائل الحقن الوريدي إذا انخفض مستواه إلى أقل من 5.3 ممول/لتر. إذا انخفض مستوى البوتاسيوم إلى أقل من 3.3 ممول / لتر، يجب توقيف إعطاء الإنسولين للسماح بتعديل الانخفاض الذي حدث في مستوى البوتاسيوم.

### البيكربونات
إعطاء محلول بيكربونات الصوديوم لزيادة مستوى الحمض في الدم بشكل سريع هو موضع جدل. هنالك إثبات بسيط على أنّ هذا يحسّن النتائج لدرجة تتخطى العلاج المعتمد، ولكن على الرغم من وجود دليل على أنه قد يحسن من حُماض الدم إلا أنه قد يؤدي إلى تدهور الحُماض داخل خلايا الجسم ويزيد من خطر حدوث بعض التعقيدات؛ لذلك استخدام هذا المحلول لا ينصح به. هنالك بعض الإرشادات تنصح به في الحالات المستعصية من الحُماض (عندما تنخفض درجة جموضة الدم إلى أقل من 6.9) وإعطاء كميات أقل في حالات الحُماض الشديدة (درجة الحموضة بين 6.9-7.0).

### التورم الدماغي
إذا اصطُحبت الوذمة الدماغية بالغيبوبة، فعادة تتطلب هذه الحالة الاهتمام من قبل العناية المركزة، وإعطاء تهوية اصطناعية ومراقبة شديدة باستمرار. يتم ابطاء اعطاء السوائل. العلاج المثالي لحالات الوذمة الدماغية في مرض الحماض الكيتوني لم يكتشف بعد، ولكن يتم استخدام المنتول والملحي مفرط التوتر (بتركيز 3%) – كما في الحالات الأخرى من الوذمة الدماغية- لمحاولة تقليل التورم.

### التحسن
يعرف تحسن الحماض الكيتوني السكري على أنه تحسن عام بالأعراض، كالقدرة عل تحمل التغذية والسوائل عن طريق الفم، بقاء حامضية الدم ضمن المدى الطبيعي (>7.3)، وغياب الكيتونات في الدم (<1 mmol/l) أو في البول. بعد ما يتحقق هذا التحسن، يمكن العودة لحقن الإنسولين تحت الجلد، بعد ساعة من إيقاف الحقن الوريدية.
عند المرضى المشتبه إصابتهم بالنوع الثاني من السكري الميال لتراكم الكيتون، تحديد وجود الأجسام المضادة ضد الانزيمات المسؤولة عن نزع مجموعة الكربوكسيل من حمض الجلوتاميت والخلايا الجزيرية، يساعد في اتخاد قرار ما إذا كان يتوجب على المريض إكمال حقنات الإنسولين طويلة الأمد (في حال وجود الأجسام المضادة)،  أو سحب الإنسولين ومحاولة العلاج باستخدام الأدوية عن طريق الفم كما هي الحال في سكري النوع الثاني.

## الوبائيات
يحدث الحماض الكيتوني السكري في 4.6-8.0 لكل 1000 مريض مصاب بسكري النوع الأول سنويا. في الولايات المتحدة الاميريكية، يسجل 135,000 حالة دخول للمستشفيات سنويا نتيجة للحماض الكيتوني السكري، ما يقدر ب 2.4 بليون دولار أمريكي أو ما يعادل ربع إلى نصف التكلفة الإجمالية للعناية بمرضى سكري النوع الأول. حيث أنه يوجد وثائق تشير إلى هذه الزيادة في عدد الحالات المدخلة. خطر الإصابة يزداد عند الذين لديهم عامل خطورة مستمر، كاضطراب الأكل، وهؤلاء الذين لا يستطيعون تأمين حقن الإنسولين. يحصل 30% تقريبا من الأطفال المصابين بسكري النوع الأول على تشخيصهم بعد جملة من أعراض الحماض الكيتوني.

## التاريخ
لقد نُسب أول وصف كامل للحماض الكيتوني السكري لجوليوس درشفيلد، أخصائي علم الأمراض الألماني الذي يعمل في مانشستر، المملكة المتحدة. في وصفه -الذي قدمه في محاضرة أُقيمت في الكلية الملكية للأطباء عام 1886 في لندن- إستند إلى تقارير أدولف كوسمأول، علاوةً على ذلك قام بوصف الكيتونات الأساسية، الاسيتواسيتيت والبيتا-هيدروكسي بيوتاريت، وتصميمها الكيميائي. بقيت الحالة مميتة في جميع أنحاء العالم حتى أُكتُشِف الإنسولين في عشرينات القرن الماضي: بحلول ثلاثينات القرن الماضي إنخفضت معدلات الوفاة إلى 29٪.، وبحلول الخمسينات أصبحت أقل من 10٪. تم وصف الوذمة الدماغية الناتجة عن الحماض الكيتوني السكري في عام 1936 من قِبل فريق من الأطباء من فيلاديلفيا.
ركزت العديد من البحوث والدراسات منذ خمسينات القرن الماضي على العلاج المثالي لمرض الحماض الكيتوني السكري. نسبة كبيرة من هذه الدراسات تم اجراؤها في مركز العلوم الصحية في جامعة تنسي وكلية الطب في جامعة إيموري. شملت خيارات العلاج المدروسة جرع عالية أو منخفضة وريدية، تحت الجلد، أو داخل العضلة (مثل " نظام البرتي ") من الإنسولين، مكملات الفوسفات، الحاجة لجرعة تحميل من الإنسولين، وملائمة استخدام علاج البيكربونات في الحماض الكيتوني السكري المتوسط. أسئلة عديدة بقيت دون إجابة، مثل " هل إعطاء البيكربونات في حالات الحماض الكيتوني السكري الشديدة يُحدث فرقاً حقيقياً في حالة المريض السريرية، وهل جرعة تحميل الإنسولين ضرورية عند البالغين.
تم وصف السكري نوع 2- الميال لتراكم الكيتون بالكامل لأول مرة عام 1987 بعد عدة تقارير لحالة سابقة. لقد كان يُعتقد في البدء انّه نوع من سكري بداية النضج لدى الشباب. وأُطلقت عليه عدة أسماء وصفية أُخرى مثل («سكري نوع 1 مجهول السبب»، «سكري فلاتبوش»، «سكري لا نمطي»، «سكري نوع 1,5») قبل إيجاد الاصطلاح الحالي «السكري نوع 2- الميال لتراكم الكيتون».